# Saison 1 de Giovanna, commissaire
 (septembre 2024).
Si vous disposez d'ouvrages ou d'articles de référence ou si vous connaissez des sites web de qualité traitant du thème abordé ici, merci de compléter l'article en donnant les références utiles à sa vérifiabilité et en les liant à la section « Notes et références ».
Cet article présente le guide des épisodes de la première saison de la série télévisée Giovanna, commissaire. La saison contient vingt-quatre épisodes.

## Épisode 1Une nouvelle vie
- Italie :
- France : 19 mars 2007

## Épisode 2:Sans scrupule
- Italie :
- France : 20 mars 2007

## Épisode 3:Service de nuit
- Italie :
- France : 22 mars 2007

## Épisode 4:Rattrapée par son passé
- Italie :
- France : 23 mars 2007